# Svenstrup & Vendelboe (album)
Svenstrup & Vendelboe er det selvbetitlede debutalbum af den danske dj og producer-duo Svenstrup & Vendelboe. Det udkom den 14. oktober 2013 på Labelmade og disco:wax. Albummet indeholder de fire platinsælgende singler "I Nat", "Dybt Vand", "Glemmer Dig Aldrig", "Where Do We Go From Here" og senest "Hvor Ondt Det Gør".

## Spor
| #   | Titel                                                          | Sangskriver(e)                                    | Længde |
| --- | -------------------------------------------------------------- | ------------------------------------------------- | ------ |
| 1.  | "Intro"                                                        | Kasper Svenstrup, Thomas Vendelboe                | 2:43   |
| 2.  | "I nat" (featuring Karen)                                      | Svenstrup, Vendelboe, Karen Rosenberg             | 3:38   |
| 3.  | "Glemmer dig aldrig" (featuring Nadia Malm)                    | Svenstrup, Vendelboe, Engelina Andrina            | 3:10   |
| 4.  | "Helicopter"                                                   | Svenstrup, Vendelboe                              | 5:23   |
| 5.  | "Dybt vand" (featuring Nadia Malm)                             | Svenstrup, Vendelboe, Andrina                     | 4:00   |
| 6.  | "Battlefield" (featuring Camille Jones)                        | Svenstrup, Vendelboe, Andrina, Camille Jones      | 5:06   |
| 7.  | "Alt er intet" (featuring Theis)                               | Svenstrup, Vendelboe, Andrina, Theis Andersen     | 4:15   |
| 8.  | "Du skal aldrig lede mere" (featuring Xander)                  | Svenstrup, Vendelboe, Andrina, Xander Linnet      | 6:03   |
| 9.  | "Sticky Fingers"                                               | Svenstrup, Vendelboe                              | 4:48   |
| 10. | "Where Do We Go from Here" (featuring Christopher)             | Svenstrup, Vendelboe, Andrina, Christopher Nissen | 3:12   |
| 11. | "Hvor ondt det gør" (featuring Josefine)                       | Svenstrup, Vendelboe, Andrina, Clemens Telling    | 3:09   |
| 12. | "Proximity Infatuation"                                        | Svenstrup, Vendelboe                              | 7:39   |
| 13. | "Festen er forbi" (featuring Engelina)                         | Svenstrup, Vendelboe, Andrina                     | 3:33   |
| 14. | "Junkie" (bonus spor) (Medina featuring Svenstrup & Vendelboe) | Medina Valbak, Andrina, Svenstrup, Vendelboe      | 3:47   |